# 京阪梅田線
梅田線（うめだせん）は、京阪電気鉄道がかつて梅田への乗り入れを目的に計画していた鉄道路線である。

## 計画概要

### 京阪電気鉄道と第2京阪線計画
京阪電気鉄道は、淀川西岸への進出と、それによる自社線との相乗効果を狙って、1919年（大正8年）に大阪府東成郡榎並町 - 京都府紀伊郡納所村間30.4 kmと、その支線としての大阪府東成郡清水村 - 東成郡城北村間2.9 km・大阪府東成郡城北村 - 西成郡豊崎町川崎間1.2 km・京都府乙訓郡大山崎村 - 京都市下京区四条大宮町間15.1 kmの4路線合計43.8 kmの軌道法に基づく特許を収得することに成功した。しかし鉄道省および大阪市はその交付に当たって、大阪市全体の発展を見据えて大阪市内の別の場所にもう一か所起点駅を設けることを求めた。

### 梅田乗り入れ発案と大阪市の要求
この京阪による淀川西岸線出願と前後して、鉄道省城東線の高架化工事と電化工事を同時に実施する計画が進められていた。
城東線は当時京阪本線と現在の京橋駅北方で交差しており、京阪はその関係で工事計画の具体的な内容を早い時期に知りうる立場にあり、その高架化工事計画では既設線と平行して用地を取得し、そこに高架を建設するという工法が採られていたため、工事完成後は旧線用地が不要となる予定であった。そこで、京阪は省に働きかけてその旧線用地の一部払い下げを要請、570万円という安価でこれを手に入れ、野江から分岐して京阪本線と計画中の新京阪線を梅田へ乗り入れさせることを計画するようになった。
しかし、当時市内交通の整備と連動して都市計画を進めていた大阪市が、地平線では都市計画の障害になるとして計画の見直しを要求し、1921年（大正10年）、大阪市長が鉄道省に京阪の市内部の路線を高架線もしくは地下線にするよう求めた。

### 新京阪鉄道開業
1922年（大正11年）4月に京阪は軌道法に基づく特許を高速運転に有利な地方鉄道法に基づく免許へ切り替え、この路線計画に基づき子会社として新京阪鉄道を10月に設立、これに新京阪線（現在の阪急京都本線）などの建設に取り掛かることになった。しかし、梅田延伸の大前提である城東線の高架化工事の完成時期の予定が立てられない状況となった。このため、事態を憂慮した鉄道院の五島慶太や前野芳造らの斡旋もあって、やむなく当時十三駅 - 淡路駅 - 千里山駅間に路線を建設し、淡路駅から天神橋（天六）までの路線免許を有していた北大阪電気鉄道の全路線および保有免許など鉄道事業にかかる資産一切を新京阪鉄道が譲り受け、これと合わせて本来の計画線との連絡線となる上新庄駅 - 淡路駅間1.9 kmの免許を1923年（大正12年）6月に収得し、天神橋駅を新京阪線の当座の大阪方仮ターミナルとすることとした。
その後、新設区間の建設工事と旧北大阪電鉄線区間の改良工事を経て1928年1月に天神橋駅（現在の天神橋筋六丁目駅）－高槻町駅（現在の高槻市駅）間で、同年11月には高槻町駅 - 西院駅（仮）間で新京阪鉄道が営業を順次開始し、それに先立つ7月に城東線高架化工事がようやく開始されたため、8月に京阪が得た免許線（葉村町 角田町間0.8 km）とあわせ、京阪と新京阪は免許を収得した未着工区間である、京阪の森小路駅から赤川（城北公園通駅付近）を経て天六に至る3.7 kmの区間、新京阪線の上新庄駅から赤川を経て角田町に至る7.9 kmの区間、赤川における連絡線0.6 kmをそれぞれ建設する具体的な計画が立てられた。

### 梅田乗り入れ計画の変更
城東線高架化工事開始に先立つ1928年（昭和3年）3月に、大阪市によって都島付近の路線計画を高速鉄道（地下鉄）建設予定線（現在の大阪市高速電気軌道 (Osaka Metro) 谷町線）と交差するため見直す要請が出されたこともあり、天神橋駅から葉村町に至る路線と、蒲生信号所から沢上江（かすがえ）町4丁目（桜ノ宮駅付近）に至る路線の免許を申請し、工事区間を野江駅から蒲生信号所、沢上江、葉村町を経て角田町までと、天神橋駅から葉村町、角田町までに変更して工費圧縮を図ろうとした。この計画変更には、近畿日本鉄道（近鉄）の前身となる大阪電気軌道（大軌）が、奈良線額田駅から蒲生信号所までの路線を建設し、京阪線に乗り入れ桜ノ宮や天満橋へ向かう計画（四条畷線）を立てていたことも後押しとなった。

### 計画の消滅とその後の動向
1930年（昭和5年）には蒲生信号所 - 守口（現・守口市）間の複々線化工事に関連して、蒲生駅の国鉄京橋駅東側への移転が決定したことにより、野江駅からの延伸申請を取り下げ、翌年には天神橋駅からの延伸免許を高垣町までに変更して再申請するが、1932年（昭和7年）10月には、蒲生駅で城東線に乗り換えることで京阪本線から大阪駅（梅田）へのアクセスが可能となり、淀屋橋地下延長線計画の進展もあって、1942年（昭和17年）には関連免許が失効した。
なお、京阪は1943年（昭和18年）に陸上交通事業調整法により阪神急行電鉄と合併して京阪神急行電鉄となり、戦後の1949年（昭和24年）に再分離するが、この時旧新京阪鉄道の路線は京阪神急行の京都本線となった。それに先立つ1944年（昭和19年）からは、十三駅より宝塚本線に乗り入れることで、京都本線（1949年〈昭和24年〉までは新京阪線）の梅田駅乗り入れが開始されている。阪急となってから、既に取得していた用地を活用すべく梅田駅 - 天満駅 - 天神橋駅間に新線を建設する計画もあったが、これは大阪市による高速電気軌道6号線（現在の大阪市高速電気軌道 (Osaka Metro) 堺筋線）建設計画と、これに伴う千里線の同線乗り入れ計画具体化で中止となった。
京阪本線の淀屋橋地下延長線は1963年（昭和38年）に完成、地下鉄各線と接続し、京阪本線から梅田へのアクセスはさらに強化された。

## 計画ルート
当初計画
森小路（現：千林） - 高殿 - 赤川 - 友渕 - 長柄 - 天神橋（現：天神橋筋六丁目・天六）
上新庄 - 豊里 - 城北 - 赤川 - 桜ノ宮 - 天満 - 葉村町 - 梅田（角田町）
計画変更後
野江 - 蒲生（信号所） - 桜ノ宮 - 天満 - 葉村町 - 梅田
天神橋 - 梅田

## 遺構

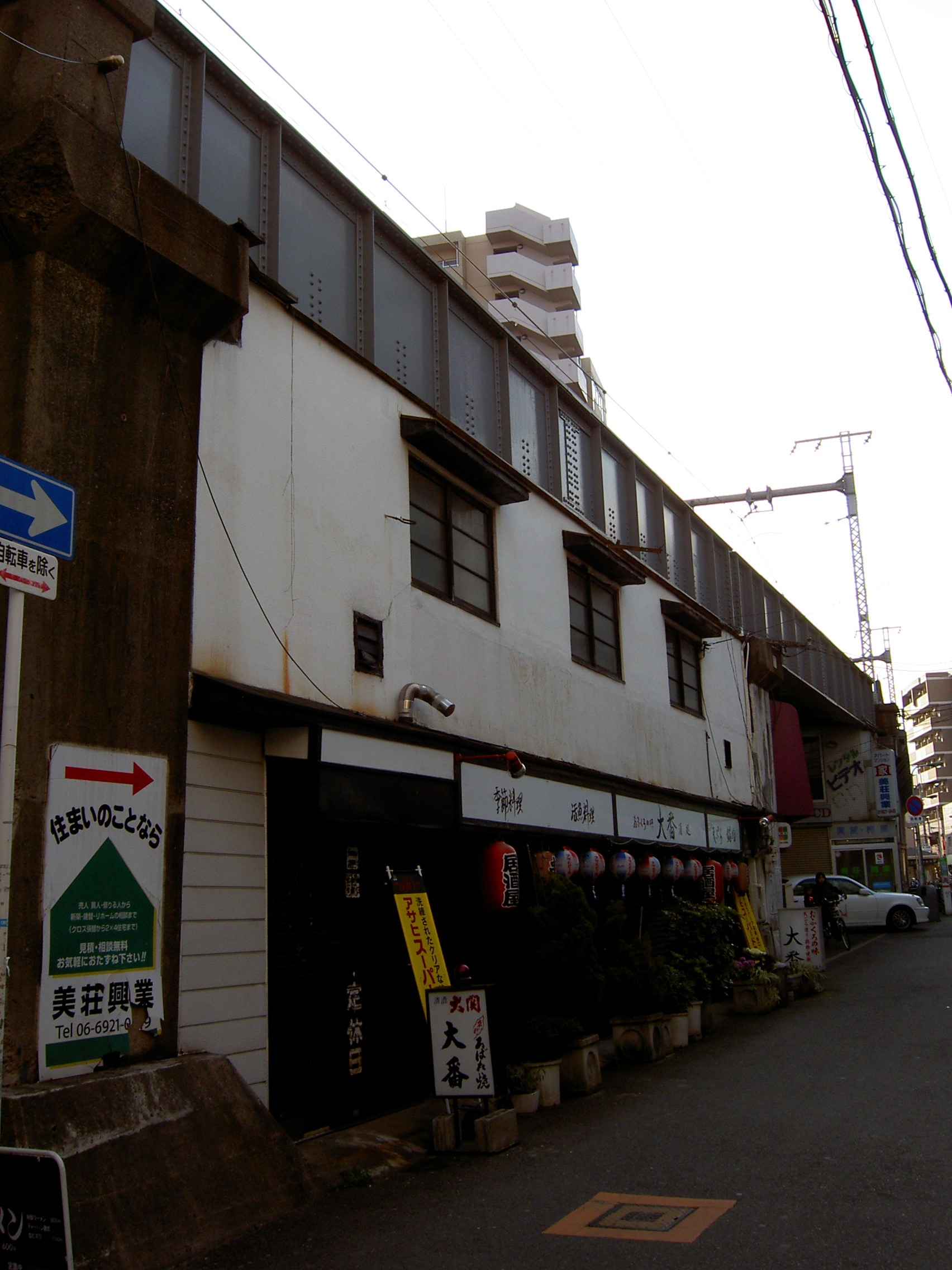
京阪電鉄乗越橋

- 大阪環状線桜ノ宮駅東側に、京阪が設置費を負担した乗越橋（ガード）があり、京阪梅田線はこの下をくぐる予定だった。このガードには「京阪電鉄乗越橋」の名がついている[1]。
- 大阪環状線桜ノ宮駅の環状線ホームが改札口から離れた位置に設置され、その間が地下連絡通路で結ばれているのは、改札口とホームの間の空間（京阪線頓挫後は国鉄の職員住宅になり、国鉄解体時から長く空き地のままであったが、近年マンションが建設された）に京阪梅田線ホームが設置される予定であったことの名残である。
- 大阪環状線天満駅の内回り線側には不自然な空きスペースが今も残っており、駅構造自体も京阪線駅設置を前提としたレイアウトとなっている。
- 梅田周辺の高架線および駅設置予定地はその後阪急の手に渡った。そのため、駅設置予定地（城東線と阪急百貨店本館の間の細長い用地に建設予定であった）は阪急百貨店本館の拡張および阪急ファイブ（阪急梅田会館。現在のHEPファイブの前身）の建設に利用された。
- 阪急の旧梅田駅（地上時代）はホーム全体にドーム屋根が設けられていたが、駅ホームの先に京阪梅田駅が設置される予定だったため、ドーム屋根の北側の端部も、当初は上空から見て城東線と平行になる様に斜めに作られていた。その後、京阪梅田線計画が立ち消えになり、一方阪急線の乗客増による連結両数増加のためにホームが延長されることになり、ドーム屋根も、上空から見て長方形になる様に改築された。ドーム屋根を内側から見ると、かつての屋根の端の位置に大きな鉄骨の棟梁が残っていた。